# Parque nacional Torndirrup
El Parque nacional Torndirrup es un parque nacional en Australia Occidental, ubicado a 400 km al sureste de Perth.
Dentro del parque se pueden observar impresionantes formaciones rocosas hacia la costa. Estas incluyen The Gap, puentes naturales y cavernas naturales. El parque está ubicado sobre la costa en la parte sur del King George Sound e incluye acantilados, cordilleras acantiladas, cavernas naturales, playas y promontorios.

## Fuego prescrito en el Parque
El Departamento de Parques y Vida Silvestre de la Región de la costa sur ha comenzado el 22 de abril de 2015, su programa de quema prescrita de otoño austral, en el Parque nacional Torndirrup adyacente al asentamiento Goode Beach; tal programa ayudaría a reducir la carga de combustible forestal.

"Una serie de céldas, por un total de alrededor de 172 ha, se quemarán progresivamente a medida que las condiciones climáticas lo permiten, entre Whale World y el extremo occidental de las comunidades Goode Beach. La primera celda es de aproximadamente 12 ha,  y los residentes cercanos y caminos locales pueden verse afectados por el humo por períodos cortos durante el programa de fuego.